# Кол-Хилл (Арканзас)
Кол-Хилл (англ. Coal Hill, Arkansas) — город, расположенный в округе Джонсон (штат Арканзас, США) с населением в 1001 человек по статистическим данным переписи 2000 года. Название происходит от англ. coal — уголь.

## География
Кол-Хилл находится в 6 км к северу от реки Арканзас, на юго-западе округа Джонсон. По данным Бюро переписи населения США, город имеет общую площадь 7,05 квадратных километра (2,7 кв. миль), из которых 0,05 квадратных километра (0,77%) составляет водная поверхность.
Город расположен на высоте 144 метра над уровнем моря.

## Демография
По данным переписи населения 2000 года, в Кол-Хилле проживал 1001 человек, 274 семьи, насчитывалось 411 домашних хозяйств и 474 жилых дома. Средняя плотность населения составляла около 143 человек на один квадратный километр. Расовый состав Кол-Хилла по данным переписи распределился следующим образом: 95,50 % белых, 0,40 % — коренных американцев, 2,20 % — представителей смешанных рас, 1,90 % — других народностей. Испаноговорящие составили 2,70 % от всех жителей города.
Из 411 домашних хозяйств в 29,4 % — воспитывали детей в возрасте до 18 лет, 49,6 % представляли собой совместно проживающие супружеские пары, в 12,7 % семей женщины проживали без мужей, 33,3 % не имели семей. 29,9 % от общего числа семей на момент переписи жили самостоятельно, при этом 14,6 % составили одинокие пожилые люди в возрасте 65 лет и старше. Средний размер домашнего хозяйства составил 2,44 человек, а средний размер семьи — 2,99 человек.
Население города по возрастному диапазону по данным переписи 2000 года распределилось следующим образом: 24,6 % — жители младше 18 лет, 9,7 % — между 18 и 24 годами, 28,0 % — от 25 до 44 лет, 21,6 % — от 45 до 64 лет и 16,2 % — в возрасте 65 лет и старше. Средний возраст жителей составил 36 лет. На каждые 100 женщин в Кол-Хилле приходилось 95,5 мужчин, при этом на каждые сто женщин 18 лет и старше приходилось 92,1 мужчин также старше 18 лет.
Средний доход на одно домашнее хозяйство в городе составил 23 490 долларов США, а средний доход на одну семью — 34 250 долларов. При этом мужчины имели средний доход в 23 077 долларов США в год против 16 544 доллара среднегодового дохода у женщин. Доход на душу населения в городе составил 13 540 долларов в год. 16,6 % от всего числа семей в населённом пункте и 21,1 % от всей численности населения находилось на момент переписи населения за чертой бедности, при этом 23,5 % из них были моложе 18 лет и 22,9 % — в возрасте 65 лет и старше.

## Известные люди
- Маршалл Крисман, политик и бизнесмен, родился в Кол-Хиле в 1933 году
- Босс Шмидт, игрок высшей лиги бейсбола, родился в Кол-Хиле в 1880 году[3]